# 小叶佛塔树
小叶佛塔树（学名：Banksia ericifolia），又名欧石楠班克木，因其种加词ericifolia意为「像欧石楠的」。
是一種山龍眼科的木本灌木，是澳大利亞的原生品種。它們分别在新南威爾斯州大分水嶺的中部及東部兩個不同的地方生長。小叶佛塔树因其秋天橙色或红色的花簇而著名，与其类似欧石楠的美观的叶子形成鲜明的对比。小叶佛塔树是中型或大型灌木，株高和冠幅均可达到6米高，不过一般情况下株高是3米左右。在裸露的石楠原和沿岸地区，欧石楠班克木的株高一般是1－2米。